# Пандо (Уругвай)
Пандо (исп. Pando) — город в южной части Уругвая, в департаменте Канелонес.

## География
Расположен примерно в 23 км к северо-востоку от столицы страны, города Монтевидео. Через Пандо проходит автомобильная дорога № 8. Вдоль восточной окраины города протекает река Пандо.

## История
Город был основан 13 мая 1788 года. 11 марта 1863 года получил статус малого города (Villa), а 5 августа 1920 года — статус города (Ciudad). В то время это был промышленный центр. Была построена взлётно-посадочная полоса, которая стала аэропортом в 1928 году. В 1948 году аэропорт был переведён в Карраско, а его место заняло военное авиационное училище.

## Население
По данным на 2011 год население города составляет 25 947 человек.
| Год  | Население |
| ---- | --------- |
| 1908 | 7927      |
| 1963 | 12 876    |
| 1975 | 16 406    |
| 1985 | 19 795    |
| 1996 | 23 384    |
| 2004 | 24 004    |
| 2011 | 25 947    |

Источник: Instituto Nacional de Estadística de Uruguay